# Laura Ikauniece
Laura Ikauniece (née le 31 mai 1992 à Ventspils) est une athlète lettonne, spécialiste des épreuves combinées.

## Biographie

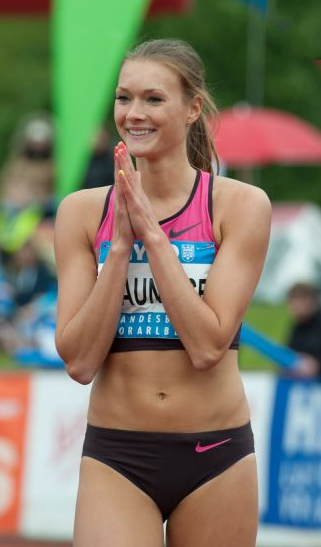
Laura Ikauniece en 2013 lors de l'Hypo-Meeting de Götzis.

Elle remporte la médaille d'argent derrière la Britannique Katarina Thompson lors des Championnats du monde d'athlétisme jeunesse 2009 à Bressanone puis la médaille d'argent des Championnats d'Europe juniors de Tallinn en 2011. 
En 2012, Ikauniece remporte initialement la médaille de bronze des Championnats d'Europe d'Helsinki mais Lyudmyla Yosypenko, classée initialement 2e derrière la Française Antoinette Nana Djimou est disqualifiée pour dopage. En conséquence, l'argent revient à Ikauniece et le bronze à l'autre Lettonne, Aiga Grabuste. 
Elle prend ensuite la 8e place des Jeux olympiques de Londres où elle établit un nouveau record de Lettonie avec 6 414 pts. 
En 2013, après une 10e place à l'euro-indoor de Göteborg, Ikauniece prend la médaille d'argent des Universiade puis termine 11e des Championnats du monde de Moscou. Elle participe en 2014 aux Championnats d'Europe et prend la 6e place de l'heptathlon avec 6 310 points (SB). 
En 2015, elle améliore son record national avec 6 470 points puis remporte sa première médaille internationale en s'adjugeant la médaille de bronze des championnats du monde de Pékin avec 6 516 points, nouveau record national. 4e avant la dernière épreuve (du 800 m), à seulement quinze points de la médaille d'argent; elle reprend l'avance sur la Néerlandaise Nadine Broersen qui descend 5e au classement. Elle est finalement devancée par la Britannique Jessica Ennis (6 669 pts) et la Canadienne Brianne Theisen-Eaton (6 554 pts).
En fin de saison, Ikauniece remporte le classement général de la Coupe du monde des épreuves combinées avec 19 422 points.
Pour son 1er heptathlon de 2016, la Lettone s'aligne à l'Hypo-Meeting de Götzis, le rendez-vous le plus prestigieux au monde pour les combinards : dès le 100 m haies, elle établit un nouveau record personnel (13 s 07), puis sur 200 m (23 s 64), au javelot (54,83 m) et au 800 m (2 min 11 s 83). Grâce à ces performances, Ikauniece bat à nouveau le record national, de plus de 100 points, totalisant 6 622 points (précédent à 6 516). Elle se classe 2e de la compétition derrière Brianne Theisen-Eaton (6 765 pts).
Les 12 et 13 août, Ikauniece participe aux Jeux olympiques de Rio où elle figure parmi les prétendantes sérieuses au podium. Elle réalise des performances correctes et proches de ses records personnels lors de la 1re journée, ce qui lui permet de pointer à la 9e place provisoire. Le lendemain, elle bat ses meilleures performances au lancer du javelot (55,93 m) puis au 800 m (2 min 09 s 43). Malgré ces résultats, elle échoue au pied du podium du classement final avec 6 617 points, proche de la médaille de bronze de Brianne Theisen-Eaton (6 653).
La Lettone ouvre sa saison 2017 le 19 mai à la Coupe des Lancers de Tallinn (Estonie) où elle établit d'entrée un record personnel au lancer du javelot, 56,32 m. Le 28 mai 2017, elle termine 3e de l'Hypo-Meeting de Götzis avec 6 815 points, record national, dans l'heptathlon le plus relevé de l'histoire. Elle signe notamment un record personnel au 200 m (23 s 49) et au saut en longueur (6,64 m). Elle est devancée par Nafissatou Thiam (7 013) et Carolin Schäfer (6 836).
Le 5 août, lors de l'épreuve du 100 m haies de l'heptathlon des championnats du monde de Londres, elle se blesse à l'ischio-jambier et termine en 13 s 71. Elle déclare forfait pour la suite de la compétition.
Le 3 février 2019, à Tallinn, elle revient à la compétition sur le pentathlon, épreuve qu'elle n'a pas disputé depuis 2014, et totalise 4 454 points, la seconde meilleure marque de sa carrière. Elle se qualifie ainsi pour les championnats d'Europe en salle de Glasgow. Le 1er mars, elle termine 5e du championnat continental et explose son record national avec 4 701 points, à 22 unités de la médaille de bronze.
Le 26 mai 2019, elle termine 2e de l'Hypo-Meeting de Götzis avec 6 476 points, se qualifiant ainsi pour les championnats du monde 2019 et les jeux olympiques de 2020. Le 15 juin, elle bat son record au saut en hauteur à Ogre avec 1,87 m. Il s'agissait de son plus vieux record personnel.

## Vie privée
Elle est la fille de Vineta Ikauniece, sprinteuse détentrice des records nationaux du 60 m (7 s 32), 100 m (11 s 34), 200 m (22 s 49) et 400 m (50 s 71).
En 2014, elle se marie avec Rolands Admidinš, mais le couple divorce en janvier 2019.
Elle révèle en octobre 2019 sa relation avec le lanceur de javelot estonien Magnus Kirt.

## Palmarès
| Date | Compétition                               | Lieu                                  | Résultat | Épreuve     | Marque     |
| ---- | ----------------------------------------- | ------------------------------------- | -------- | ----------- | ---------- |
| 2009 | Championnats du monde cadets              | Bressanone                            | 2e       | Heptathlon  | 5 647 pts  |
| 2009 | Fest. olympique de la jeunesse européenne | Tampere                               | 3e       | Hauteur     | 1,82 m     |
| 2009 | Fest. olympique de la jeunesse européenne | Tampere                               | 4e       | Longueur    | 6,12 m     |
| 2010 | Championnats du monde juniors             | Moncton                               | 6e       | Heptathlon  | 5 618 pts  |
| 2011 | Championnats d'Europe juniors             | Tallinn                               | 3e       | Heptathlon  | 6 063 pts  |
| 2012 | Championnats d'Europe                     | Helsinki                              | 2e       | Heptathlon  | 6 335 pts  |
| 2012 | Jeux olympiques                           | Londres                               | 7e       | Heptathlon  | 6 414 pts  |
| 2013 | Championnats d'Europe en salle            | Göteborg                              | 10e      | Pentathlon  | 4 224 pts  |
| 2013 | Universiade                               | Kazan                                 | 1re      | Heptathlon  | 6 321 pts  |
| 2013 | Championnats du monde                     | Moscou                                | 11e      | Heptathlon  | 6 159 pts  |
| 2014 | Championnats d'Europe par équipes         | Riga                                  | 3e       | 100 m haies | 13 s 57    |
| 2014 | Championnats d'Europe                     | Zurich                                | 6e       | Heptathlon  | 6 310 pts  |
| 2015 | Championnats d'Europe par équipes         | Héraklion                             | 7e       | 100 m haies | 13 s 64    |
| 2015 | Championnats d'Europe par équipes         | Héraklion                             | 8e       | Hauteur     | 1,80 m     |
| 2015 | Championnats d'Europe par équipes         | Héraklion                             | 9e       | 4 x 100 m   | 45 s 91    |
| 2015 | Coupe d'Europe d'épreuves combinées       | Inowrocław                            | 1re      | Heptathlon  | 6 470 pts  |
| 2015 | Championnats du monde                     | Pékin                                 | 3e       | Heptathlon  | 6 516 pts  |
| 2015 | Coupe du monde des épreuves combinées     | Coupe du monde des épreuves combinées | 1re      | Heptathlon  | 19 422 pts |
| 2016 | Hypo-Meeting                              | Götzis                                | 2e       | Heptathlon  | 6 622 pts  |
| 2016 | Jeux olympiques                           | Rio de Janeiro                        | 4e       | Heptathlon  | 6 617 pts  |
| 2017 | Hypo-Meeting                              | Götzis                                | 3e       | Heptathlon  | 6 815 pts  |
| 2017 | Championnats du monde                     | Londres                               | —        | Heptathlon  | DNF        |
| 2019 | Championnats d'Europe en salle            | Glasgow                               | 5e       | Pentathlon  | 4 701 pts  |
| 2019 | Hypo-Meeting                              | Götzis                                | 2e       | Heptathlon  | 6 476 pts  |
| 2019 | Décastar                                  | Talence                               | 3e       | Heptathlon  | 6 518 pts  |

## Records
| Épreuve           | Performance    | Lieu           | Date         |
| ----------------- | -------------- | -------------- | ------------ |
| 100 mètres haies  | 13 s 07        | Götzis         | 28 mai 2016  |
| Saut en hauteur   | 1,87 m         | Ogre           | 15 juin 2019 |
| Lancer du poids   | 14,02 m        | Tallinn        | 29 juin 2017 |
| 200 mètres        | 23 s 49        | Götzis         | 27 mai 2017  |
| Saut en longueur  | 6,64 m         | Götzis         | 28 mai 2017  |
| Lancer du javelot | 56,32 m        | Tallinn        | 19 mai 2017  |
| 800 mètres        | 2 min 9 s 43   | Rio de Janeiro | 13 août 2016 |
| Heptathlon        | 6 815 pts (NR) | Götzis         | 28 mai 2017  |

| Épreuve          | Performance    | Lieu    | Date            |
| ---------------- | -------------- | ------- | --------------- |
| 60 mètres haies  | 8 s 29         | Glasgow | 1er mars 2019   |
| Saut en hauteur  | 1,85 m         | Tallinn | 25 février 2012 |
| Lancer du poids  | 13,92 m        | Tallinn | 3 février 2019  |
| Saut en longueur | 6,49 m         | Riga    | 9 mars 2016     |
| 800 mètres       | 2 min 14 s 01  | Glasgow | 1er mars 2019   |
| Pentathlon       | 4 701 pts (NR) | Glasgow | 1er mars 2019   |